# Loxosoma axisadversum
Loxosoma axisadversum är en bägardjursart som beskrevs av Konno 1972. Loxosoma axisadversum ingår i släktet Loxosoma och familjen Loxosomatidae. Inga underarter finns listade i Catalogue of Life.